# Paul Tournier
Paul Tournier, (Genebra, 12 de maio de 1898 - 7 de outubro de 1986) foi um médico de confissão Evangélica que fundou e militou o movimento "Medicina da Pessoa".  
É autor das obras: Bíblia e Medicina, Desarmonia da Vida Moderna, Medicina da Pessoa, Da Solidão à Comunidade, Os Fortes e os Fracos, Envelhecer é uma Arte, O Segredo, Violência e Poder, A Personagem e a Pessoa.